# Sinar Mulia
Sinar Mulia is een bestuurslaag in het regentschap Pringsewu van de provincie Lampung, Indonesië. Sinar Mulia telt 1581 inwoners (volkstelling 2010).